# Санкт-Мариенкирхен-ан-дер-Пользенц
Санкт-Мариенкирхен-ан-дер-Пользенц (нем. Sankt Marienkirchen an der Polsenz) — ярмарочная община (нем. Marktgemeinde) в Австрии, в федеральной земле Верхняя Австрия. 
Входит в состав округа Эфердинг.  Население составляет 2284 человека (на 31 декабря 2005 года). Занимает площадь 23,82 км². Официальный код  —  40510.

## Политическая ситуация
Бургомистр общины — Йозеф Доплер (АНП) по результатам выборов 2003 года.
Совет представителей общины (нем. Gemeinderat) состоит из 25 мест.
- АНП занимает 13 мест.
- СДПА занимает 10 мест.
- АПС занимает 2 места.